# José Hurtado (Fußballspieler, 2001)
José Andrés Hurtado Cheme (* 23. Dezember 2001 in Santo Domingo de los Colorados) ist ein ecuadorianischer Fußballspieler.

## Karriere

### Verein
Erst startete seine Karriere in der Jugend von Independiente del Valle, von wo er von der dortigen U20 Anfang 2018 in die B-Mannschaft des Klub wechselte. Nebst weiteren Einsätzen für die Jugend-Mannschaft ging es für ihn Anfang 2021 dann auch fest in den Kader der ersten Mannschaft. Aber auch schon zuvor kam er ein paar Mal zu Einsätzen für die Mannschaft.
Seit Januar 2022 steht er bei Red Bull Bragantino in Brasilien unter Vertrag.

### Nationalmannschaft
Sein Debüt in der ecuadorianischen Nationalmannschaft hatte er am 5. September 2021 bei einem 0:0 gegen Chile, während der Qualifikation für die Weltmeisterschaft 2022. Hier stand er in der Startelf und wurde 57. Minute gegen Byron Castillo ausgewechselt.

## Erfolge
Independiente del Valle
- Serie A (Ecuador): 2021